# Siggeir
Siggeir ist eine mythologische Gestalt aus dem Nordischen Sagenkreis, er war König von Gautland (möglicherweise Gotland). Verheiratet war er mit Signy, der Tochter des Wölsung.
Während der Hochzeitsfeier anlässlich der Vermählung Signys mit Siggeir erschien auf dem Bankett Odin in der Verkleidung eines hochgewachsenen alten Mannes mit Umhang und Kapuze und trieb eine Klinge in den Apfelbaum mitten in der Halle. Dann sagte er, dass die Klinge demjenigen gehören solle, der sie aus dem Stamm ziehen könne. Siggeir und jeder andere Mann im Saal versuchten es, aber nur Sigmund, dem Zwillingsbruder der Braut, gelang der Kraftakt. Er nannte das Schwert Gram und es erwies sich als vortreffliche Waffe. Siggeir bot ihm dreimal an, die Waffe für einen großzügigen Preis zu kaufen, aber Sigmund lehnte spöttisch ab. Siggeir war sehr beleidigt und fuhr am nächsten Tag mit seiner Braut heim nach Gautland, dabei an Rache denkend.
Infolgedessen lud Siggeir Sigmund, seinen Vater Wölsung und Sigmunds neun Brüder ein zu einem Besuch nach Gautland, um die Jungvermählten nach drei Monaten wiederzusehen. Als der Wölsungen-Clan angekommen war, wurden sie durch die Gautländer angegriffen und König Wölsung wurde getötet und seine Söhne gefangen genommen. Signy beschwor ihren Ehemann, ihren Brüdern den Tod zu ersparen und sie im Wald in Fußeisen zu legen, statt sie sofort umzubringen. Siggeir dachte, dass es nett wäre und sie es verdient hätte, noch ein wenig gequält zu werden, bevor er sie töten ließ und stimmte deshalb zu. Nun kam jede Nacht eine Wölfin und fraß einen der Brüder, bis nur noch Siegmund übrig war. Signy half ihrem Bruder, indem sie ihm das Gesicht und den Mund mit Honig bestrich. Die Wölfin leckte den Honig und auf der Suche nach mehr steckte sie Siegmund die Zunge in den Mund, die dieser daraufhin abbiss, woran das Tier einging. Signy befreite und verführte ihn in Gestalt einer jungen Völva, wobei sie mit ihrem Bruder den Sinfiötli zeugte. Nachdem einige Jahre später ihr gemeinsamer Sohn alt genug war, erschlug er zusammen mit seinem Vater den König Siggeir und nahm so Rache für den damaligen Verrat.